# Statue de Sarel Cilliers
La statue de Sarel Cilliers située à Kroonstad, province de l’État-Libre, en Afrique du Sud, rend hommage à Sarel Cilliers (1801-1871), un chef spirituel des Voortrekkers durant le grand Trek, qui a participé à la bataille de Blood River (1838). Elle a été réalisée par Coert Steynberg et inaugurée le 16 décembre 1950 pour le 112e anniversaire de la bataille de Blood River. Elle symbolise la foi et la confiance des Afrikaners envers Dieu.

## Descriptif

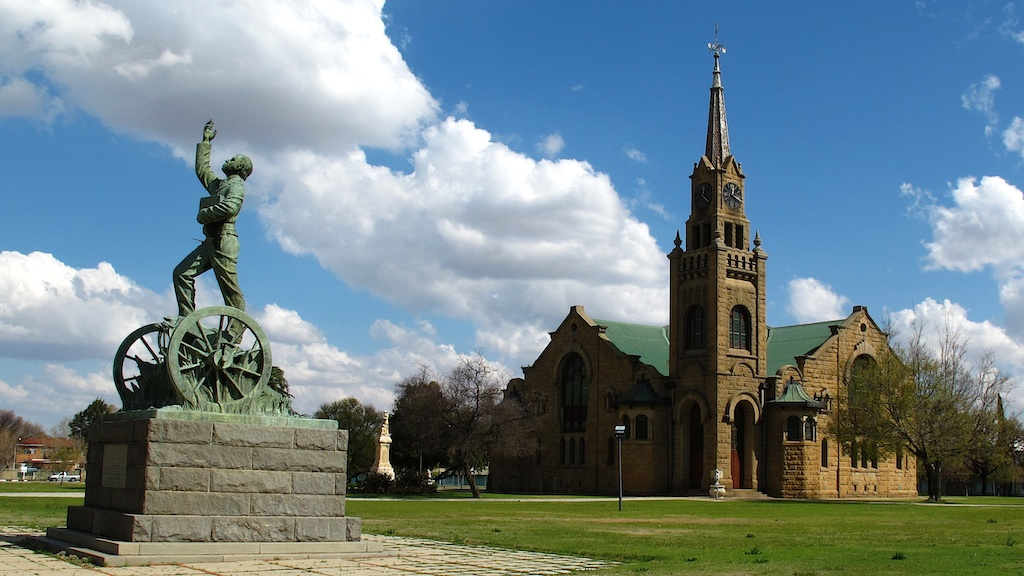
La statue devant l'historique église réformée hollandaise

Le monument en bronze de deux fois la hauteur d'homme représente Sarel Cilliers juché sur un fût du canon avec une Bible dans sa main gauche et la main droite pointée vers le très-haut. La statue est placée sur un socle en granit de 2,3 mètres de haut. Sur le socle sont gravés en afrikaans les paroles du vœu exprimé par Cilliers à la veille de la bataille de Blood River.

### Paroles du voeu
« Mes frères et compatriotes, nous sommes réunis aujourd’hui devant le Dieu du ciel et de la terre, afin de faire une promesse. S’Il se tient à nos côtés, nous protège et nous livre nos ennemis afin que nous puissions triompher d’eux, alors nous faisons le vœu de respecter le jour et la date anniversaire de l’événement comme un jour de sabbat, en Son honneur, et nous ferons en sorte que nos enfants participent à ce jour de souvenir. Si quelqu’un ne devait pas être d’accord avec ce vœu, qu’il s’en retourne chez lui, car la magnificence de Son nom sera honorée dans l’allégresse, et toute la gloire de la victoire lui reviendra ».

## Localisation
Le monument est situé dans la rue principale de Kroonstad, en face de l'historique Église réformée néerlandaise.

## Historique
En décembre 1838, Sarel Cilliers participa à la bataille de Blood River contre les Zoulous.
La veille de la bataille, Cilliers dirigea le prêche des Boers et, avec Andries Pretorius, quémanda la protection divine et, sous la forme d’un vœu, fit la promesse qu'en cas de victoire ils observeraient chaque année une journée de gratitude. Cette alliance devait également se matérialiser par la construction d’une église. Le 16 décembre, jour de la victoire des Boers contre les Zoulous sur les bords de la rivière Ncome, devint un jour férié et une fête nationale appelé « jour du vœu » (puis, à partir de 1995, « jour de la réconciliation »). Dans le contexte du vœu de Cilliers et de ses compagnons, cette  victoire constitue un élément essentiel de la mémoire collective afrikaner, confirme aux Boers leur statut de peuple élu et symbolise leur croyance en une intervention divine permettant à quelques centaines d'entre eux de triompher de milliers de Zoulous.
En 1945, un comité d'historiens de Kroonstad décida de commémorer Sarel Cilliers et commanda une statue au sculpteur Coert Steynberg. Elle fut financée en 5 ans par des dons provenant de plusieurs églises réformées néerlandaises, de commissions et d'organismes culturels afrikaners. Le cahier des charges précisa que Cilliers devait être représenté comme exprimant et incarnant la foi religieuse des Afrikaners.
La statue fut inaugurée le 16 décembre 1950 par Nicolaas Havenga, alors ministre des Finances et premier ministre par intérim d'Afrique du Sud, en l'absence du Dr Daniel François Malan en déplacement en Europe. Elle a été dévoilée en présence d'une foule d'environ 7000 personnes dont Charles Swart, le ministre de la Justice, des modérateurs de l'Église réformée néerlandaise dans le Transvaal et l’État libre d'Orange et de Sarel Arnoldus Cilliers, un petit-fils du Voortrekker.